# Sturmia lindneri
Sturmia lindneri är en tvåvingeart som först beskrevs av Louis-Paul Mesnil 1959.  Sturmia lindneri ingår i släktet Sturmia och familjen parasitflugor. Inga underarter finns listade i Catalogue of Life.